# A tonga da mironga do kabuletê
A tonga da mironga do kabuletê è una canzone composta da Vinícius de Moraes e Toquinho, fu incisa per la prima volta dagli stessi autori. 
Secondo gli autori, A tonga da mironga do kabuletê sarebbe un modo di dire, una specie di maledizione nel linguaggio Nagô. 
Questa canzone fu composta nel 1970, dopo che i due artisti erano rientrati in Brasile, provenienti da Milano.
Il Brasile era nel mezzo del miracolo economico, ma nel contempo era in vigore il regime militare di Costa e Silva, per cui erano in piena attività la censura, la polizia politica (Departamento de Ordem Política e Social) DOPS, l'AI-5 e la tortura. 

## Storia e significato
L'incontro tra Toquinho e Vinícius de Moraes ebbe luogo nel 1969, in casa del sociologo Sergio Buarque de Hollanda (padre di Chico Buarque), e nello stesso anno, iniziarono la loro collaborazione, quando il poeta invitò il giovane chitarrista di 22 anni a sostituire Dori Caymmi in una tournée di spettacoli a Buenos Aires. La partnership iniziò nel 1970, quando Vinícius e Toquinho registrarono in Italia l'album "L'Arca" con Sergio Endrigo e altri artisti. Una raccolta di canzoni per bambini, tratte da un vecchio libro che il poeta aveva scritto per suo figlio Pedro, quando era ancora un bambino. 

Quando tornarono in Brasile nell'aprile del 1970, Vinícius e Toquinho si trovarono di fronte a una realtà effervescente, in cui il tropicalismo con Gal Costa, Gilberto Gil e Caetano Veloso era al suo zenit. La bossa nova, al contrario, era in basso ed era trattata quasi come una reliquia. L'MPB, perseguitato dalla censura, subiva la rivitalizzante, ma sleale competizione della musica pop internazionale che invadeva le radio FM. Vinícius e Toquinho, visti come sentimentalisti dalla nuova logica tropicalista e come comunisti pericolosi per la stupidità dei generali, nuotavano controcorrente. Ma non si arresero.
Le contraddizioni erano molto forti, infatti da un lato, la presenza castrante della censura e la repressione costante di chi osava protestare, che aveva comportato l'arresto, l'esilio e persino la morte di alcuni di loro; d'altra parte, un'industria culturale che offriva posti di lavoro e buoni contratti agli artisti, compresi quelli di sinistra, con lo stato che fungeva da finanziatore di produzioni artistiche e creava leggi protezionistiche per le imprese culturali nazionali.
Questa contraddizione era inoltre compresa in un contesto in cui, da un lato il mercato consolidava una forma musicale all'interno dell'espressione MPB e dall'altro era in atto lo svuotamento dell'universo creativo della cultura, dal momento che la maggior parte dei compositori e dei produttori culturali erano stati esiliati in altri paesi.
In questo contesto, gli intellettuali della sinistra politica e culturale erano critici nei confronti di Vinícius de Moraes, perché come un poeta impegnato, che aveva prodotto opere straordinarie in collaborazione con Carlos Lyra e Edu Lobo in un periodo culminato nel colpo di stato militare, aveva poi scelto di smettere di essere un "poeta politico" per dedicarsi alla "musica facile" e diventare parte della logica del mercato dell'industria culturale. I tropicalisti e gli intellettuali impegnati erano rimasti inorriditi dalla produzione delle colonne sonore del duo Toquinho e Vinícius per alcune telenovelas come Bem-amado per TV Globo, il primo romanzo televisivo brasiliano.
In questo clima uno dei primi successi di questa partnership, in opposizione alle critiche della sinistra e dei tropicalisti, era stato proprio A tonga da mironga do kabuletê.
La canzone era una protesta contro la dittatura, ma era anche una protesta politica e personale. Nel testo è espresso infatti anche un certo risentimento, per come l'autore era stato messo in secondo piano e la sua produzione era stata etichettata come superata dagli stessi che, in un'altra epoca, lo definivano il guru della bossa nova.
A quel tempo il poeta era sposato con l'attrice Gesse Gessy, quest'ultima lo avrebbe avvicinato al candomblé, presentandolo alla leader spirituale Madre Menininha do Gantois.
Gesse, avvertendo l'angoscia del suo compagno, cercava di divertirlo insegnandogli maledizioni in Nagô, tra cui "tonga da mironga do cabuletê", che significa "i peli del sedere di tua madre". E proprio questa frase ispirò il poeta che compose questa canzone con Toquinho, per presentarla nel Teatro Castro Alves di Salvador (Bahia). Era l'occasione per insultare i militari senza che loro capissero l'offesa. E il poeta si era divertito dicendo: "Ti assicuro che nella Scuola Superiore di Guerra non c'è nessuno che sappia parlare Nagô."